# Holbrook Blinn
Holbrook Blinn (23 de enero de 1872 - 24 de junio de 1928) fue un actor teatral y cinematográfico de la época del cine mudo de nacionalidad estadounidense.

## Biografía
Nacido en San Francisco (California), ya actuaba de niño en representaciones de teatro clásico. A lo largo de su carrera trabajó por todo Estados Unidos y en Londres, Inglaterra. También fue actor de cine mudo y director de populares obras en un acto representadas en el Teatro Princess de Nueva York. 
En 1900 actuó en Londres en la pieza Ib and Little Christina. Entre sus éxitos teatrales del circuito de Broadway figuran producciones de The Duchess of Dantzic (1903, en el papel de Napoleón Bonaparte), Salvation Nell(1908, en el papel de marido de Mrs. Fiske), Within the Law (1912), Molière (1919), Una mujer sin importancia (1916), La dama de las camelias (1917), y Getting Together (1918). 
Entre sus filmes más destacados figuran The Bad Man (1923), Rosita (1923), Yolanda (1924), y Janice Meredith (1924), los dos últimos protagonizados por Marion Davies.
Holbrook Blinn falleció cerca de su domicilio en Croton-on-Hudson, Nueva York, en 1928, a causa de las complicaciones aparecidas tras sufrir una caída de un caballo. Fue enterrado en el Cementerio de Sleepy Hollow en Sleepy Hollow (Nueva York).